# Nu’erbage (häradshuvudort i Kina, Xinjiang Uygur Zizhiqu, lat 37,11, long 79,91)
Nu'erbage (kinesiska: 努尔巴格, 和田市, 努尔巴格街道) är en häradshuvudort i Kina. Den ligger i den autonoma regionen Xinjiang, i den nordvästra delen av landet, omkring 990 kilometer sydväst om regionhuvudstaden Ürümqi. Antalet invånare är 322 300. Befolkningen består av 158 350 kvinnor och 163 950 män. Barn under 15 år utgör 25,0 %, vuxna 15-64 år 70 %, och äldre över 65 år 3,0 %.
Runt Nu'erbage är det glesbefolkat, med 18 invånare per kvadratkilometer. Nu'erbage är det största samhället i trakten. Trakten runt Nu'erbage består till största delen av jordbruksmark.
Genomsnittlig årsnederbörd är 62 millimeter. Den regnigaste månaden är juni, med i genomsnitt 18 mm nederbörd, och den torraste är oktober, med 1 mm nederbörd.